# Isturgia postclara
Isturgia postclara là một loài bướm đêm trong họ Geometridae.